# Ashley Moody
Ashley Brooke Moody (ur. 28 marca 1975 w Plant City) – amerykańska polityk, prawnik i sędzia, od 2025 roku senator Stanów Zjednoczonych z Florydy, prokurator generalna Florydy w latach 2019–2025.

## Życiorys
Urodziła się 28 marca 1975 w Plant City na Florydzie. Uzyskała bakalaureat i tytuł magistra rachunkowości na Uniwersity of Florida. Na tym samym uniwersytecie zdobyła tytuł Juris Doctor.
W styczniu 1998 roku ówczesny gubernator Florydy, Jeb Bush, mianował ją członkinią Rady Regentów Florydy – organu zarządzającego uniwersytetami stanowymi. Była zatrudniona na stanowisku prokuratorskim w biurze prokuratora federalnego Środkowego Dystryktu Florydy. W latach 2007–2017 była sędzią okręgową hrabstwa Hillsborough.
W 2018 roku została wybrana prokuratorem generalnym Florydy, 4 lata później uzyskała reelekcję na tym stanowisku. 16 stycznia 2025 gubernator Florydy Ron DeSantis, wobec rezygnacji dotychczasowego senatora Marco Rubio, mianował ją senatorem Stanów Zjednoczonych z Florydy.